# Josephine Hart
Josephine Hart (* 1. März 1942 in Mullingar, County Westmeath; † 2. Juni 2011 in London) war eine irisch-britische Schriftstellerin, Verlegerin, Theaterproduzentin und Fernsehmoderatorin. Bekannt wurde sie vor allem mit ihrem 1991 erschienenen Debütroman Verhängnis, der international zum Bestseller und später von Louis Malle verfilmt wurde.

## Leben
Hart war eines von sieben Geschwistern katholischer Eltern; der Vater war Garagen-Manager. Sie wuchs auf in Mullingar und besuchte dort zunächst die örtliche Boarding School. Später wurde sie von ihren Eltern auf die Klosterschule in Carrickmacross, County Monaghan, geschickt. Die Nonnen des Internats ermutigten sie, erste Bühnenerfahrungen beim Rezitieren von Dichtung auf irischen Festivals zu sammeln. Als Zwölfjährige konnte sie Shakespeare-Sonnette, Yeats und W. H. Auden auswendig. Als 22-Jährige zog sie 1964 nach London.

“I was a word child in a country of word children, where life was language before it was anything else. Poets were not only heroes, they were indeed the gods of language.”

Hart machte Karriere in der Verlagsbranche und leitete die Mediengruppe Haymarket Publishing. Aus Liebe zur Dichtkunst gründete sie die Dichter-Lese-Veranstaltungsreihen Gallery Poets und West End Poetry Hour in London. Das mündete schließlich in der oft überfüllten Josephine Hart Poetry Hour im Gebäude der British Library. Resultat dieser Reihe war die Lyrik-Kollektion Catching Life By the Throat (2006).

“Poetry, this trinity of sound, sense and sensibility, gives voice to experience in a way that no other literary art form can.”

Ihre Produktion Let Us Go Then, You and I, a look at Eliot's life and works war ursprünglich nur als einmalige Abendveranstaltung geplant, wurde aber 1987 aufgrund der Nachfrage zu einem sechswöchentlichen Selbstläufer im Lyric Theatre in der Shaftesbury Avenue. Für ihre Gallery Poets und später ihre Poetry Hour gewann sie zahlreiche Prominente und Schauspieler, darunter Juliet Stephenson, Edward Fox, Roger Moore, Harriet Walter, Bob Geldof, Harold Pinter, Eileen Atkins, Bono und Dominic West.

“Poetry has never let me down. Without poetry, I would have found life less comprehensible, less bearable and infinitely less enjoyable.”

Außerdem produzierte sie zahlreiche Theaterstücke, darunter das preisgekrönte The House of Bernarda Alba von Federico García Lorca. Sie war 1989 für einige Monate Fernsehmoderatorin bei der Thames-Television-Reihe Books by My Bedside. Dafür interviewte sie unter anderem vor der Kamera Leute wie Derek Jarman, Clare Short und Jackie Collins.
Hart war zweimal verheiratet, zunächst mit dem Herausgeber Paul Buckley, zuletzt seit 1984 mit dem bekannten Werbeagentur-Magnaten Maurice Saatchi. Mit beiden Ehemännern hatte sie je einen Sohn. Sie starb 69-jährig an einem Ovarialkarzinom. Ihr literarischer Nachlass wurde dem Howard Gotlieb Archival Research Center an der Boston University überlassen.

## Werke
- Damage, Vintage Books, 1991
  - Verhängnis, Roman, Knaus, München 1991 (1992 als Verhängnis verfilmt sowie Vorlage der Miniserie Obsession aus dem Jahr 2023)
- Sin, Vintage Books, 1992
  - Sünde, Roman, Knaus, München 1992
- Oblivion, Vintage Books, 1995
- The Stillest Day, Chatto & Windus, 1998
- The Reconstructionist, Chatto & Windus, 2001
- Catching Life By the Throat: Poems from Eight Great Poets, W. W. Norton, 2008
- The Truth About Love, Roman, Virago, 2009